# Анчар
Анча́р (лат. Antīaris) — род вечнозелёных деревьев или кустарников семейства Тутовые (Moraceae). По информации базы данных The Plant List (2013), род включает единственный вид — Antiaris toxicaria Lesch., включающий четыре подвида и две разновидности.

## Название
Родовое название Antiaris было установлено французским путешественником, естествоиспытателем и ботаником Ж. Лешено. Растение длительное время относили к семейству крапивные.

## Распространение и среда обитания
Подвиды этого рода происходят из Ост-Индии и Малайского архипелага.

## Ботаническое описание
Листья простые.
Цветки мелкие, тесно скученные в плотные соцветия, окружённые бокаловидной поволокой. Цветочный покров (чашечка) четырёхраздельный.
Плод сложный или сборный; соплодие, состоящее из многих мелких, тесно сидящих плодиков, облечённых каждый своим разросшимся по отцветании сочным околоцветником.

## Внутривидовая систематика
- Antiaris toxicaria var. africana Scott-Elliot ex A.Chev. [syn.  Antiaris africana Engl.]
- Antiaris toxicaria subsp. humbertii (Leandri) C.C.Berg [syn.  Antiaris humbertii Leandri]
- Antiaris toxicaria subsp. macrophylla (R.Br.) C.C.Berg [syn.  Antiaris bennettii Seem. — Анчар Беннетта]
- Antiaris toxicaria subsp. madagascariensis (H.Perrier) C.C.Berg [syn.  Antiaris madagascariensis H.Perrier]
- Antiaris toxicaria var. usambarensis (Engl.) C.C.Berg [syn.  Antiaris usambarensis Engl.]
- Antiaris toxicaria subsp. welwitschii (Engl.) C.C.Berg [syn.  Antiaris welwitschii Engl.]

## Хозяйственное значение и применение
Все подвиды весьма ядовиты, особенно же Анчар ядовитый (Antiaris toxicaria Lesch.), соком которого туземцы отравляют стрелы (отсюда и составное ботаническое название: др.-греч. αντι — против, вместо, для, и άρις — остриё); растёт на Яве. Слава о силе яда этого дерева создала издавна даже поверье о ядовитости самого воздуха вблизи анчара от испарений его, особенно в тени, убивающих животных и людей, неосторожно приближающихся к дереву. Известный яд упас (также боон-упас, боа-упас) есть млечный сок анчара; при перегонке сока со спиртом получается антиарин, весьма сильный яд, кристаллизующийся в блестящих бесцветных листочках.
Другой подвид, Анчар Беннетта, с островов Виту, содержит в плодах прекрасную карминовую краску, а в коре содержатся лубяные волокна, идущие на поделки. Из подобных же волокон в Ост-Индии и на Цейлоне делают мешки.

## Применение
Древесина некоторых видов используется для производства шпона.

## Упоминания в литературе
Существует одноимённое стихотворение А. С. Пушкина, написанное в 1828 году.
В романе Томаса Манна «Волшебная гора», изданном в 1924 году, был упомянут Анчар, как отравляющее дерево. «Знания о лекарствах, которыми обладали цветные расы, намного превосходили наши собственные. На некоторых островах к востоку от Нидерландской Новой Гвинеи юноши и девушки готовили любовные амулеты из коры дерева — вероятно, оно было ядовитым, как Манцинелловое дерево, или antiaris toxicaria, смертоносного дерева упас с Явы, которое могло отравить воздух вокруг с его паром и смертельно одурманенным человеком и зверем.
Также анчары упоминались в рассказе Говарда Филлипса Лавкрафта «Память», написанном в 1919 году.